# Königstein im Taunus
Königstein im Taunus este un oraș din landul Hessa, Germania.

## Personalități născute aici
- Angela Ganninger (n. 1965), diplomat.